# Малая Садовая улица (Санкт-Петербург)
Ма́лая Садо́вая у́лица — пешеходная улица в Центральном районе Санкт-Петербурга. Проходит от Итальянской улицы до Невского проспекта.

## История
Участок на углу Малой Садовой (дом 1) и Итальянской (дом 25) принадлежал в середине XVIII век И. И. Шувалову (1727—1797). Это и определило первое название нынешней Малой Садовой — Шувалов переулок (1781—1798). Одновременно проезд называли Шуваловским переулком (1793—1799) и Новым переулком (1784—1829). С 1836 года появляется название Малая Садовая улица. В 1873 году в створе Малой Садовой на противоположной стороне Невского был открыт памятник Екатерине II и 16 апреля 1887 года Малая Садовая получает имя «Екатерининская». Это название просуществовало до революции. В сентябре 1918 года ряд улиц и площадей в центре был переименован. Екатерининская улица стала улицей Пролеткульта (в доме №2 в 1918 году разместилась культурно-просветительская и литературно-художественная организация «Пролетарская культура»). Однако в конце войны и после войны большинству этих топонимов вернули исторические названия и 28 июня 1948 года улица Пролеткульта вновь стала Малой Садовой.
Особняк Ивана Шувалова (Малая Садовая, 1/ Итальянская, 25) был построен в 1749—1756 годы архитектором С. И. Чевакинским. С 1802 по 1917 год здесь находилось Министерство юстиции Российской империи. Средняя часть здания министерства была построена в 1845-1849 годы. Первоначальный проект принадлежал Ф. И. Брауну (1844), осуществлял строительство Д. Е. Ефимов. В 1875—1877 в этом доме жил известный юрист А. Ф. Кони (1844—1927). С 1920-х в здании находился Леноблздравотдел, а затем Комитет по здравоохранению Администрации Санкт-Петербурга и Музей Гигиены.
На противоположном от шуваловского участка углу Малой Садовой (дом 2) и Итальянской (дом 27) (с выходом на Манежную площадь) в 1912—1914 годах архитекторами братьями Василием Антоновичем, Владимиром Антоновичем и Георгием Антоновичем Косяковыми было построено здание Санкт-Петербургского Благородного собрания. Начало Первой мировой войны изменило предназначение нового здания. 6 декабря 1914 года здесь был открыт лазарет японского отряда Красного Креста для тяжелораненых нижних чинов. В госпитале вместе работали японские и русские врачи (в том числе известный хирург Иено), фармацевты и сестры милосердия. Сестрой милосердия стала и жена японского посланника Мотоно. Вскоре разросшийся госпиталь занял весь дом, кроме театрального зала и нескольких комнат рядом с ним, оставшихся за Благородным собранием. Японцы работали до апреля 1916 года. Предметом особой гордости персонала была низкая смертность — 6 человек из пятисот тяжелораненых. В 1918 году, как уже говорилось, в здании располагалась организация «Пролетарская культура». В эти годы здесь работал режиссёр, актер, основатель театра Петропролеткульта Александр Авельевич Мгебров. Он и описал жизнь Петропролеткульта в своих воспоминаниях. К 1930-м годам Пролеткульт был ликвидирован и с 1933 года в здании бывшего Благородного собрания разместилось Ленинградское радио. Этот этап истории включил героические дни блокады: здесь работники радиокомитета жили, работали и умирали, отсюда они поддерживали ленинградцев своими передачами. Отсюда звучали стихи Ольги Берггольц, ставшей блокадной музой сражающегося города.  В наши дни об этих событиях напоминает памятник Ольге Берггольц, установленный у входа в здание радиокомитета со стороны Итальянской улицы и мемориальная доска «мужеству работников Ленинградского радио в годы блокады». 7 сентября 1993 года решением Санкт-Петербургского городского Совета народных депутатов здание Дома Радио было объявлено памятником истории и культуры объектов градостроительства и архитектуры Санкт-Петербурга.
На углу Малой Садовой (дом 3) и Невского проспекта (дом 54) в XVIII веке находился дом Демидовых (Абрама Ушакова), архитектор не известен. В XIX веке дом дважды перестраивался. Первый раз в 1841 году был надстроен по проекту архитектора А. Х. Пеля. Второй раз в 1882—1883 годы П. Ю. Сюзор капитально перестроил дом с изменением фасадов. К тому времени дом переходит во владение А. М. Ушакова и известен как доходный дом А. М. Ушакова. В этом доме в 1843 году жила певица Полина Виардо (1821—1910). Здесь же находилось фотоателье Карла Буллы. В 2000 году экспертной комиссией было рекомендовано включить здание в «Список вновь выявленных объектов, представляющих историческую, научную, художественную или иную культурную ценность, с последующим включением в Список памятников истории и культуры». В 2002 году на здании установлены памятные знаки «Блокадному репродуктору» и «Блокадной парикмахерской».
Дом 4 — дом Армянинова. Здесь в 1828 году жил современник Пушкина скульптор В. В. Козлов (1779—1840).
На противоположном углу Малой Садовой (дом 8) и Невского (дом 56) находится Елисеевский магазин (архитектор Г. В. Барановский). Из полуподвала этого дома в начале 1881 года народовольцы вели подкоп, подготавливая покушение на Александра II. 1 марта 1881 года покушение было подготовлено, но не состоялось, поскольку император в тот день не проехал через Малую Садовую. Сейчас примерно на этом месте находится служебный вход Театр Комедии.
В 1999 году Малая Садовая была превращена в пешеходную зону. Улицу замостили плиткой, убрав разделение на тротуары и мостовую, построили фонтан — каскад «Вращающийся шар», поставили скамейки. Позже на улице стали появляться небольшие скульптуры: во внутреннем дворе одного из домов — собачка Гаврюша (1999 год, скульптор В. А. Сиваков), на карнизах по обе стороны улицы заняли место кот Елисей и кошка Василиса (2000 год, идея Сергея Лебедева, скульптор В. А. Петровичев, архитектор Лариса Домрачева), внизу — фотограф с бульдогом (2003 год, скульптор Б. А. Петров, архитектор Л. В. Домрачева).